# Juvisy-sur-Orge
Juvisy-sur-Orge là một xã ở tỉnh Essonne thuộc vùng Île-de-France miền bắc nước Pháp.
Thị trấn lân cận:
- Athis-Mons
- Draveil
- Savigny-sur-Orge
- Viry-Châtillon

Theo điều tra dân số năm 1999, dân số xã này là 11.937 người. Ước tính dân số năm 2005 là 13.800.
Danh xưng cư dân địa phương Juvisy-sur-Orge trong tiếng Pháp là Juvisiens.